# Lơ xê mi cấp
Lơ xê mi cấp (hay bệnh bạch cầu cấp, tiếng Anh: Acute leukemia) là một họ các bệnh liên quan đến chẩn đoán ban đầu về bệnh bạch cầu. Trong hầu hết các trường hợp, lơ xê mi cấp có thể được phân loại theo nguồn gốc, dòng tủy hoặc dòng lympho, của các tế bào ác tính phát triển không kiểm soát được. Một số trường hợp lẫn lộn cả hai, không thể phân loại.
Các dạng lơ xê mi cấp tính bao gồm:
- Lơ xê mi cấp dòng tủy
  - Lơ xê mi cấp dòng tủy
- Lơ xê mi cấp dòng lympho
  - Lơ xê mi cấp dòng lympho tế bào T
    - Lơ xê mi cấp dòng lympho tế bào T trưởng thành